# Taubacher Straße

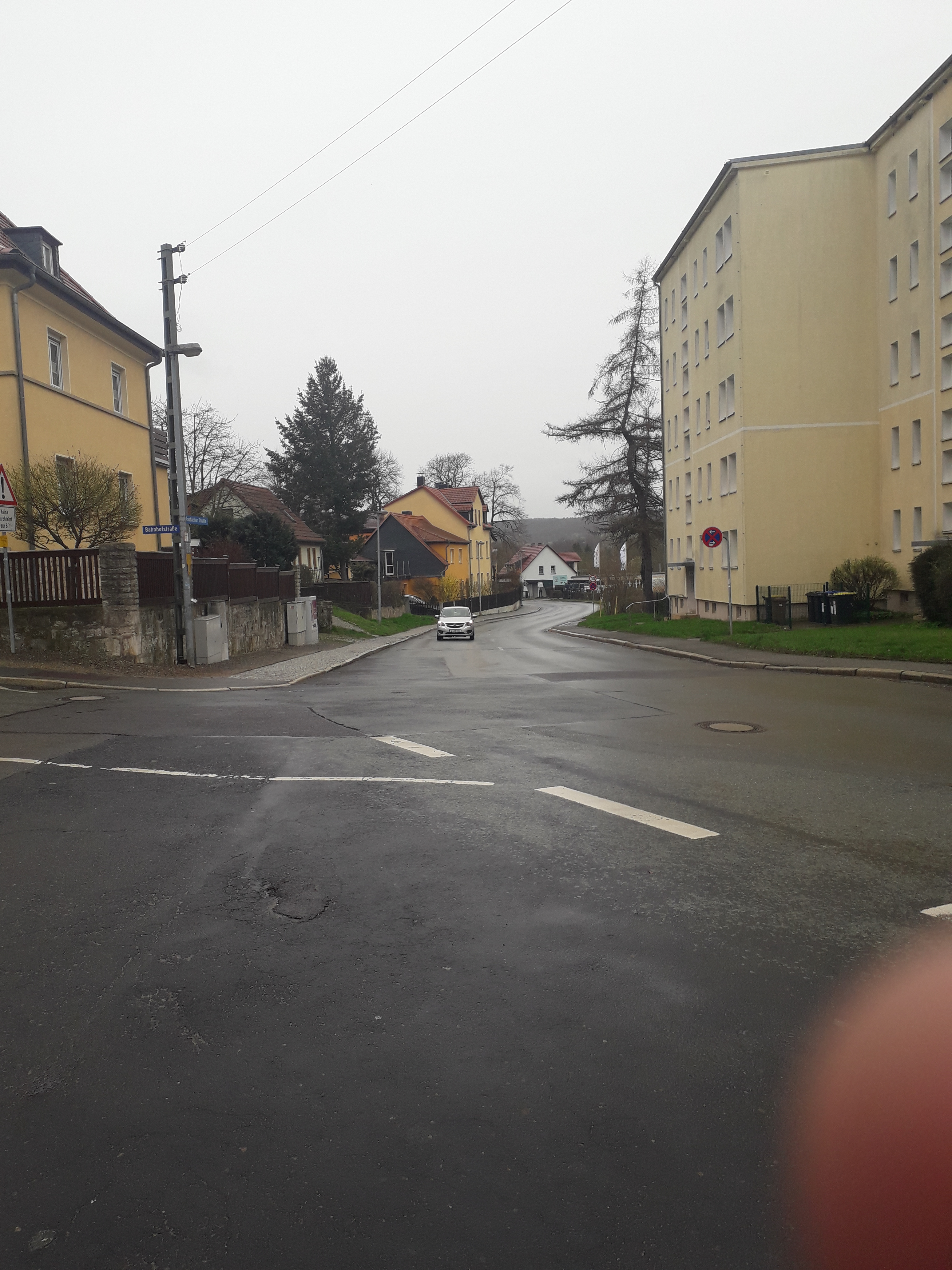
Taubacher Straße, Kreuzung Bahnhofstraße

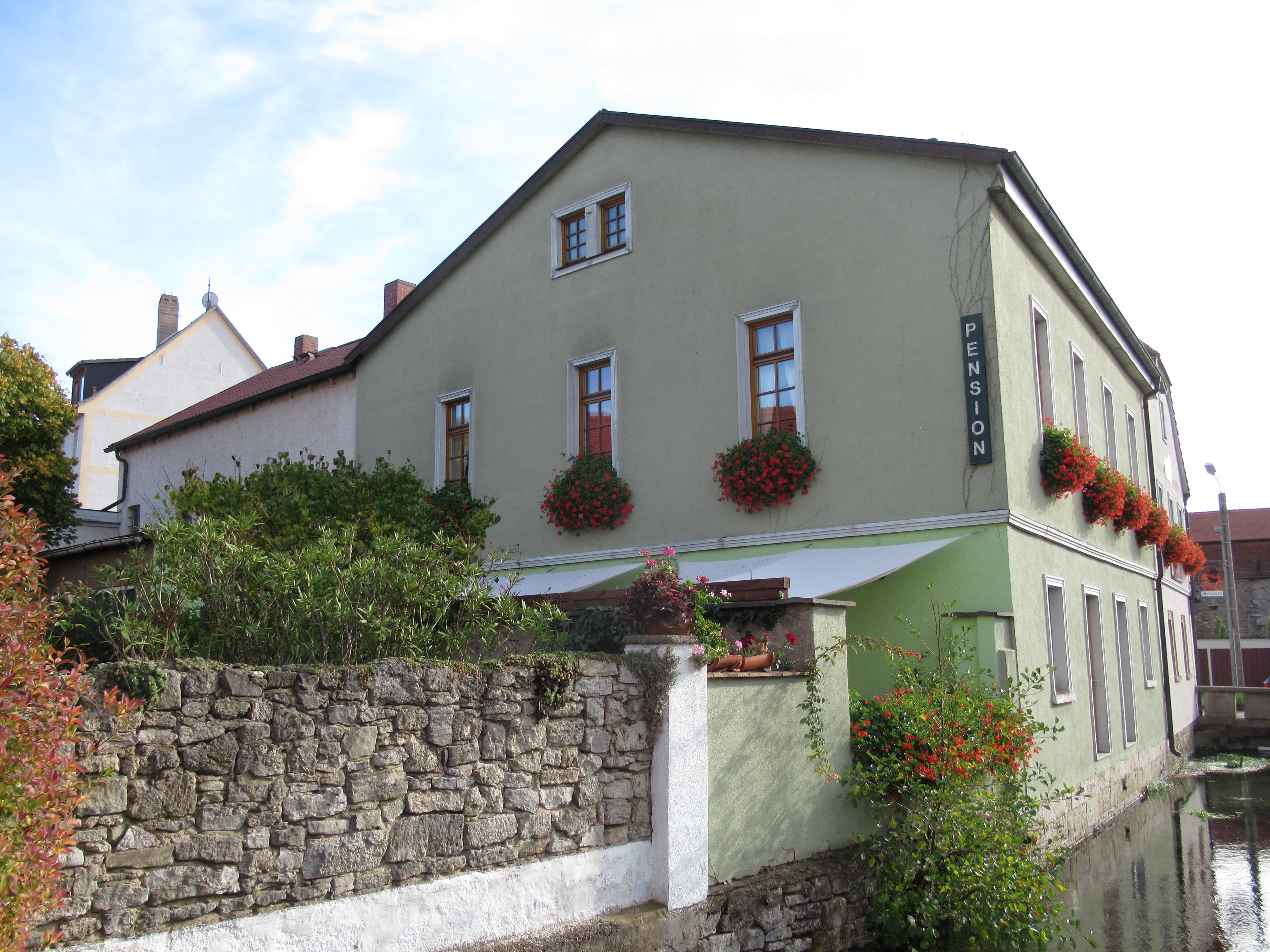
Taubacher Straße 1

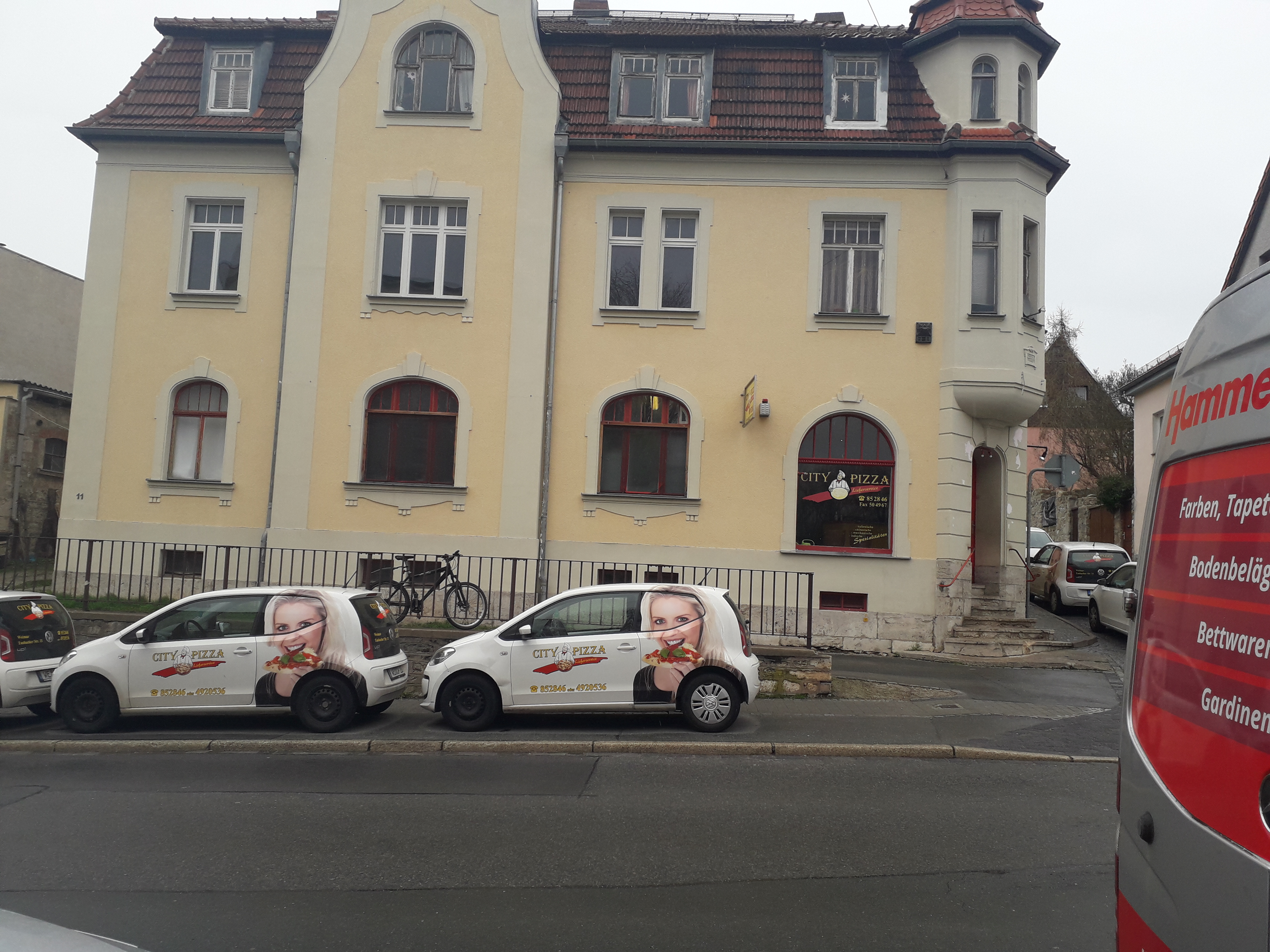
Taubacher Straße 11

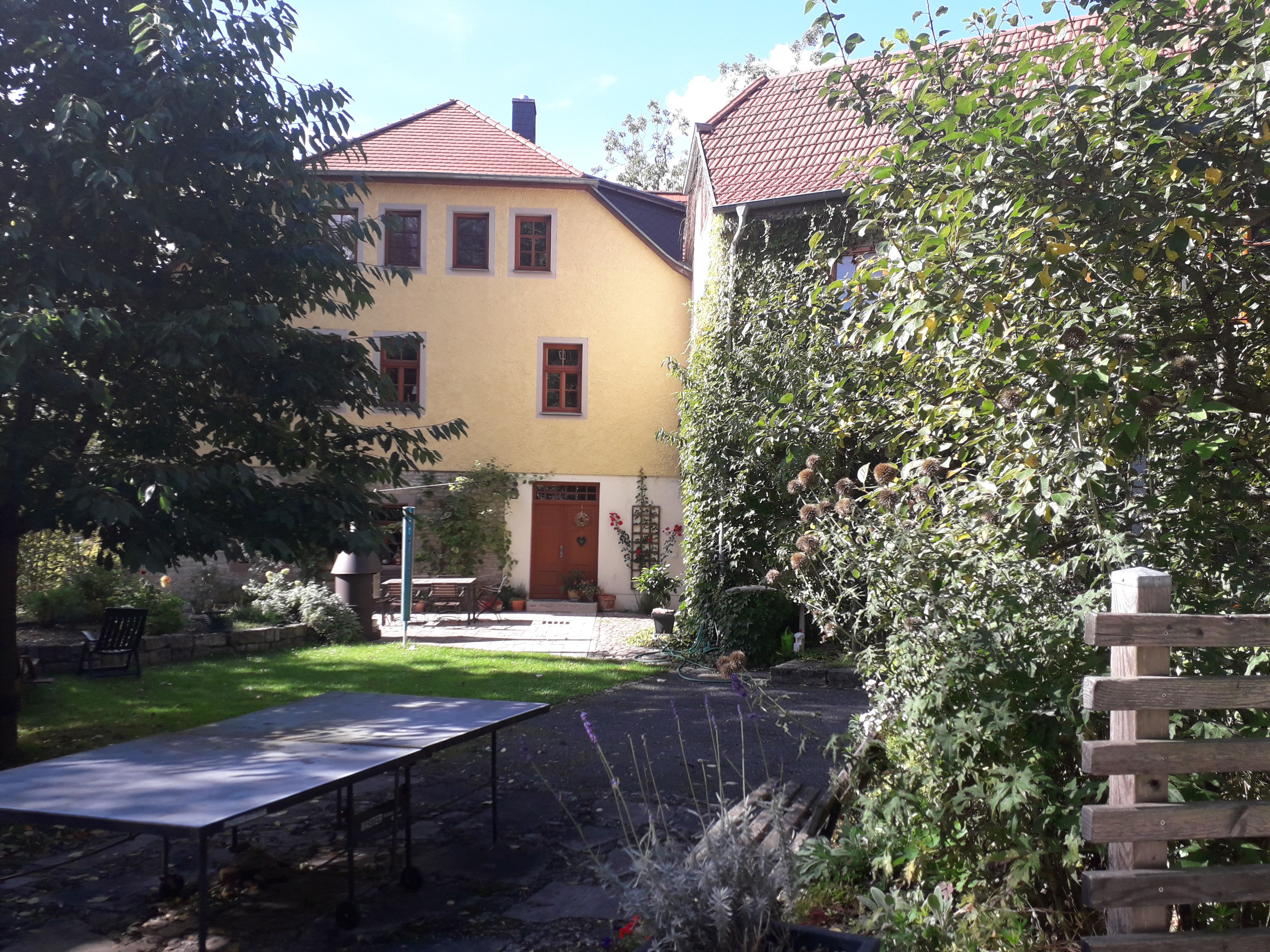
Walkmühle

Die nach dem Ort Taubach bei Mellingen benannte Taubacher Straße führt von Oberweimar, wo sie am Plan beginnt, nach Taubach, wo sie über die Schatzgrube in die Ilmtalstraße übergeht. Es ist die Verbindungsstraße K 600. Außerdem ist der Ortsteil Ehringsdorf über die Ehringsdorfer Brücke, die über die Ilm führt, mit der Taubacher Straße verbunden. Der Bahnhof Oberweimar ist über der Bahnhofstraße mit der Taubacher Straße verbunden. In Mellingen heißt sie wieder Taubacher Straße bzw. Weimarische Straße.
In der Taubacher Straße 14 befindet sich die Walkmühle, die heute einem Kanuverein dient, die eine der ältesten Mühlen Thüringens überhaupt ist.
Die Schlaraffia Vimaria hat in der Taubacher Straße 25 ihren Sitz. Dieses Lokal heißt auch Ilmschlößchen. Die Taubacher Straße steht mit den Hausnummern 1, 3, 5, 7, 9, 9a, 11, 13, 15 auf der Liste der Kulturdenkmale in Oberweimar (Thüringen). An der Ecke zum Plan mit der Hausnummer 1, an der der Papierbach vorbeifließt, befindet sich die Pension/Restaurant „Scharfer Kessel“. Das Gebäude besitzt ein Portal und ist aus dem Jahr 1791. In der Taubacher Straße 9 ist die katholische Gemeinde Maria Königin der Apostel (Oberweimar) ansässig. Zwischen Taubacher Straße und Klostergasse stehen mehrere Wohnblocks.
Nahe am 5,6. Kilometerstein wurden im 19. Jahrhundert Funde gemacht, die in die Museen nach München, Halle und Jena  gingen. Diese Funde sind nicht mit der Fundstelle des Ehringsdorfer Urmenschen identisch, können jedoch vielleicht in dieselbe Zeit gehören. Taubach jedenfalls gehört in die Fundlandschaft des Ehringsdorfer Urmenschen und damit die Fundstelle nahe der Taubacher Straße.
Von der Taubacher Straße geht die Kippergasse ab, die die Verbindungsstraße zu Ehringsdorf ist.